# Torleya lacuna
Torleya lacuna is een haft uit de familie Ephemerellidae. De wetenschappelijke naam van de soort is voor het eerst geldig gepubliceerd in 2007 door Jacobus, McCafferty & Sites.
De soort komt voor in het Oriëntaals gebied.